# Liste der Nummer-eins-Hits in Italien (1998)
Diese Liste der Nummer-eins-Hits basiert auf den offiziellen Chartlisten der Federazione Industria Musicale Italiana (FIMI), der italienischen Landesgruppe der IFPI, im Jahr 1998. Berücksichtigt werden die Album- und Singlecharts.

## Singles
| ← 1997 ← | Liste der Nummer-eins-Hits in Italien | Liste der Nummer-eins-Hits in Italien | Liste der Nummer-eins-Hits in Italien                                                                           | 1999 → |
| \| Zeitraum \| Wo. ges. \| Interpret \| Titel Autor(en) \| Zusätzliche Informationen \| \| (Zeitraum, Wochen auf Platz eins, Interpret, Titel, Autor[en], zusätzliche Informationen) \| \| \| \| \| \| ----------------------------------------------------------------------------------------- \| -------- \| ----------------- \| --------------------------------------------------------------------------------------------------------------- \| ----------------------------------------------------------------------------------------------------------------------------------------------------------------------------------------------------------------------------- \| \| 19. Dezember 1997 – 15. Januar 1998 4 Wochen (insgesamt 16) \| 16 \| Elton John \| Something About the Way You Look Tonight / Candle in the Wind 1997 Elton John, Bernie Taupin \| – \| \| 16. Januar 1998 – 22. Januar 1998 1 Woche \| 1 \| Oasis \| All Around the World Noel Gallagher \| – \| \| 23. Januar 1998 – 5. Februar 1998 2 Wochen (insgesamt 16) \| 16 \| Elton John \| Something About the Way You Look Tonight / Candle in the Wind 1997 Elton John, Bernie Taupin \| – \| \| 6. Februar 1998 – 12. Februar 1998 1 Woche (insgesamt 10) \| 10 \| Céline Dion \| My Heart Will Go On James Horner, Will Jennings \| Der Titelsong des Films Titanic brachte der kanadischen Sängerin ihren ersten und einzigen Nummer-eins-Hit in Italien. \| \| 13. Februar 1998 – 19. Februar 1998 1 Woche \| 1 \| Madonna \| Frozen Madonna, Patrick Leonard \| – \| \| 20. Februar 1998 – 12. März 1998 3 Wochen (insgesamt 10) \| 10 \| Céline Dion \| My Heart Will Go On James Horner, Will Jennings \| – \| \| 13. März 1998 – 19. März 1998 1 Woche \| 1 \| Renato Zero \| L’impossibile vivere / Il mercante di stelle Renato Zero, Claudio Guidetti, Maurizio Fabrizio, Vincenzo Incenzo \| Der Künstler aus Rom konnte den dritten Nummer-eins-Hit seiner Karriere verzeichnen. \| \| 20. März 1998 – 30. April 1998 6 Wochen (insgesamt 10) \| 10 \| Céline Dion \| My Heart Will Go On James Horner, Will Jennings \| – \| \| 1. Mai 1998 – 7. Mai 1998 1 Woche (insgesamt 2) \| 2 \| Ricky Martin \| La copa de la vida Luis Gómez Escolar, Desmond Child, Draco Rosa \| Nach einem ersten Top-10-Erfolg mit Maria im Vorjahr konnte der portorikanische Sänger nun auch erstmals die italienische Chartspitze erreichen. \| \| 8. Mai 1998 – 21. Mai 1998 2 Wochen \| 2 \| Lighthouse Family \| High Paul Tucker \| – \| \| 22. Mai 1998 – 28. Mai 1998 1 Woche (insgesamt 2) \| 2 \| Ricky Martin \| La copa de la vida Luis Gómez Escolar, Desmond Child, Draco Rosa \| – \| \| 29. Mai 1998 – 4. Juni 1998 1 Woche \| 1 \| Savage Garden \| Truly Madly Deeply Darren Hayes, Daniel Jones \| Auch der Titelsong des Films Liebe auf den ersten Schrei landete in diesem Jahr auf Platz eins der Charts; für das australische Duo sollte es der einzige Nummer-eins-Hit in Italien bleiben. \| \| 5. Juni 1998 – 25. Juni 1998 3 Wochen \| 3 \| Claudio Baglioni \| Da me a te Claudio Baglioni \| Mit der anlässlich des hundertjährigen Jubiläums des Fußballdachverbandes FIGC geschriebenen Hymne[1] gelang dem Cantautore sein fünfter Nummer-eins-Hit. \| \| 26. Juni 1998 – 27. August 1998 9 Wochen \| 9 \| Des’ree \| Life Prince Sampson, Des’ree Weekes \| – \| \| 28. August 1998 – 22. Oktober 1998 8 Wochen (insgesamt 9) \| 9 \| Aerosmith \| I Don’t Want to Miss a Thing Diane Warren \| Mit der Rockballade aus dem Soundtrack des Films Armageddon – Das jüngste Gericht gelang der Band weltweit und auch in Italien ihr größter Singleerfolg. \| \| 23. Oktober 1998 – 29. Oktober 1998 1 Woche \| 1 \| U2 \| Sweetest Thing U2 \| Obwohl ursprünglich bereits 1987 als B-Seite von Where the Streets Have No Name veröffentlicht, wurde das Lied der irischen Rockband erst 1998 bei der Wiederveröffentlichung im Rahmen des ersten Best-of-Albums ein Erfolg. \| \| 30. Oktober 1998 – 5. November 1998 1 Woche \| 1 \| Aerosmith \| I Don’t Want to Miss a Thing Diane Warren \| – \| \| 6. November 1998 – 10. Dezember 1998 5 Wochen \| 5 \| Goo Goo Dolls \| Iris John Rzeznik \| Ein weiterer Filmsong konnte die Chartspitze erreichen, in diesem Fall aus dem Soundtrack von Stadt der Engel; für die Band ist es der einzige Charterfolg in Italien. \| \| 11. Dezember 1998 – 17. Dezember 1998 1 Woche \| 1 \| Spice Girls \| Goodbye Victoria Beckham, Melanie B, Emma Bunton, Melanie C, Richard Stannard, Matt Rowe \| Direkt nach dem Ausstieg von Geri Halliwell konnte die Girlgroup ihren einzigen Nummer-eins-Hit in Italien landen. \| \| 18. Dezember 1998 – 4. Februar 1999 7 Wochen \| 7 \| Cher \| Believe Brian Higgins, Stuart McLennen, Paul Barry, Steven Torch, Matthew Gray, Timothy Powell, Jeff Lynne \| – \| |                                       |                                       | | |
| ← 1997 |                                       |                                       | | → 1999 → |
| Zeitraum | Wo. ges.                              | Interpret                             | Titel Autor(en)                                                                                                 | Zusätzliche Informationen |
| (Zeitraum, Wochen auf Platz eins, Interpret, Titel, Autor[en], zusätzliche Informationen) |                                       |                                       | | |
| 19. Dezember 1997 – 15. Januar 1998 4 Wochen (insgesamt 16) | 16                                    | Elton John                            | Something About the Way You Look Tonight / Candle in the Wind 1997 Elton John, Bernie Taupin                    | – |
| 16. Januar 1998 – 22. Januar 1998 1 Woche | 1                                     | Oasis                                 | All Around the World Noel Gallagher                                                                             | – |
| 23. Januar 1998 – 5. Februar 1998 2 Wochen (insgesamt 16) | 16                                    | Elton John                            | Something About the Way You Look Tonight / Candle in the Wind 1997 Elton John, Bernie Taupin                    | – |
| 6. Februar 1998 – 12. Februar 1998 1 Woche (insgesamt 10) | 10                                    | Céline Dion                           | My Heart Will Go On James Horner, Will Jennings                                                                 | Der Titelsong des Films Titanic brachte der kanadischen Sängerin ihren ersten und einzigen Nummer-eins-Hit in Italien. |
| 13. Februar 1998 – 19. Februar 1998 1 Woche | 1                                     | Madonna                               | Frozen Madonna, Patrick Leonard                                                                                 | – |
| 20. Februar 1998 – 12. März 1998 3 Wochen (insgesamt 10) | 10                                    | Céline Dion                           | My Heart Will Go On James Horner, Will Jennings                                                                 | – |
| 13. März 1998 – 19. März 1998 1 Woche | 1                                     | Renato Zero                           | L’impossibile vivere / Il mercante di stelle Renato Zero, Claudio Guidetti, Maurizio Fabrizio, Vincenzo Incenzo | Der Künstler aus Rom konnte den dritten Nummer-eins-Hit seiner Karriere verzeichnen. |
| 20. März 1998 – 30. April 1998 6 Wochen (insgesamt 10) | 10                                    | Céline Dion                           | My Heart Will Go On James Horner, Will Jennings                                                                 | – |
| 1. Mai 1998 – 7. Mai 1998 1 Woche (insgesamt 2) | 2                                     | Ricky Martin                          | La copa de la vida Luis Gómez Escolar, Desmond Child, Draco Rosa                                                | Nach einem ersten Top-10-Erfolg mit Maria im Vorjahr konnte der portorikanische Sänger nun auch erstmals die italienische Chartspitze erreichen.                                                                              |
| 8. Mai 1998 – 21. Mai 1998 2 Wochen | 2                                     | Lighthouse Family                     | High Paul Tucker                                                                                                | – |
| 22. Mai 1998 – 28. Mai 1998 1 Woche (insgesamt 2) | 2                                     | Ricky Martin                          | La copa de la vida Luis Gómez Escolar, Desmond Child, Draco Rosa                                                | – |
| 29. Mai 1998 – 4. Juni 1998 1 Woche | 1                                     | Savage Garden                         | Truly Madly Deeply Darren Hayes, Daniel Jones                                                                   | Auch der Titelsong des Films Liebe auf den ersten Schrei landete in diesem Jahr auf Platz eins der Charts; für das australische Duo sollte es der einzige Nummer-eins-Hit in Italien bleiben.                                 |
| 5. Juni 1998 – 25. Juni 1998 3 Wochen | 3                                     | Claudio Baglioni                      | Da me a te Claudio Baglioni                                                                                     | Mit der anlässlich des hundertjährigen Jubiläums des Fußballdachverbandes FIGC geschriebenen Hymne gelang dem Cantautore sein fünfter Nummer-eins-Hit.                                                                        |
| 26. Juni 1998 – 27. August 1998 9 Wochen | 9                                     | Des’ree                               | Life Prince Sampson, Des’ree Weekes                                                                             | – |
| 28. August 1998 – 22. Oktober 1998 8 Wochen (insgesamt 9) | 9                                     | Aerosmith                             | I Don’t Want to Miss a Thing Diane Warren                                                                       | Mit der Rockballade aus dem Soundtrack des Films Armageddon – Das jüngste Gericht gelang der Band weltweit und auch in Italien ihr größter Singleerfolg.                                                                      |
| 23. Oktober 1998 – 29. Oktober 1998 1 Woche | 1                                     | U2                                    | Sweetest Thing U2                                                                                               | Obwohl ursprünglich bereits 1987 als B-Seite von Where the Streets Have No Name veröffentlicht, wurde das Lied der irischen Rockband erst 1998 bei der Wiederveröffentlichung im Rahmen des ersten Best-of-Albums ein Erfolg. |
| 30. Oktober 1998 – 5. November 1998 1 Woche | 1                                     | Aerosmith                             | I Don’t Want to Miss a Thing Diane Warren                                                                       | – |
| 6. November 1998 – 10. Dezember 1998 5 Wochen | 5                                     | Goo Goo Dolls                         | Iris John Rzeznik                                                                                               | Ein weiterer Filmsong konnte die Chartspitze erreichen, in diesem Fall aus dem Soundtrack von Stadt der Engel; für die Band ist es der einzige Charterfolg in Italien.                                                        |
| 11. Dezember 1998 – 17. Dezember 1998 1 Woche | 1                                     | Spice Girls                           | Goodbye Victoria Beckham, Melanie B, Emma Bunton, Melanie C, Richard Stannard, Matt Rowe                        | Direkt nach dem Ausstieg von Geri Halliwell konnte die Girlgroup ihren einzigen Nummer-eins-Hit in Italien landen. |
| 18. Dezember 1998 – 4. Februar 1999 7 Wochen | 7                                     | Cher                                  | Believe Brian Higgins, Stuart McLennen, Paul Barry, Steven Torch, Matthew Gray, Timothy Powell, Jeff Lynne      | – |

## Alben
| ← 1997 ← | Liste der Nummer-eins-Alben in Italien | Liste der Nummer-eins-Alben in Italien | Liste der Nummer-eins-Alben in Italien      | 1999 →                    |
| \| Zeitraum \| Wo. ges. \| Interpret \| Titel \| Zusätzliche Informationen \| \| (Zeitraum, Wochen auf Platz eins, Interpret, Titel, zusätzliche Informationen) \| \| \| \| \| \| ------------------------------------------------------------------------------ \| -------- \| ------------------------ \| ------------------------------------------- \| ------------------------- \| \| 21. November 1997 – 1. Januar 1998 6 Wochen (insgesamt 8) \| 8 \| Enya \| Paint the Sky with Stars – The Best of Enya \| – \| \| 2. Januar 1998 – 8. Januar 1998 1 Woche \| 1 \| Aqua \| Aquarium \| – \| \| 9. Januar 1998 – 22. Januar 1998 2 Wochen (insgesamt 8) \| 8 \| Enya \| Paint the Sky with Stars – The Best of Enya \| – \| \| 23. Januar 1998 – 26. Februar 1998 5 Wochen (insgesamt 7) \| 7 \| Céline Dion \| Let’s Talk About Love \| – \| \| 27. Februar 1998 – 19. März 1998 3 Wochen \| 3 \| Madonna \| Ray of Light \| – \| \| 20. März 1998 – 2. April 1998 2 Wochen (insgesamt 7) \| 7 \| Céline Dion \| Let’s Talk About Love \| – \| \| 3. April 1998 – 23. April 1998 3 Wochen \| 3 \| Pino Daniele \| Yes I Know My Way \| – \| \| 24. April 1998 – 14. Mai 1998 3 Wochen \| 3 \| Vasco Rossi \| Canzoni per me \| – \| \| 15. Mai 1998 – 16. Juli 1998 9 Wochen (insgesamt 12) \| 12 \| Mina & Adriano Celentano \| Mina/Celentano \| – \| \| 17. Juli 1998 – 27. August 1998 6 Wochen \| 6 \| 883 \| Gli anni \| – \| \| 28. August 1998 – 17. September 1998 3 Wochen (insgesamt 12) \| 12 \| Mina & Adriano Celentano \| Mina/Celentano \| – \| \| 18. September 1998 – 24. September 1998 1 Woche (insgesamt 3) \| 3 \| Lucio Battisti \| Pensieri, emozioni \| – \| \| 25. September 1998 – 1. Oktober 1998 1 Woche \| 1 \| Franco Battiato \| Gommalacca \| – \| \| 2. Oktober 1998 – 15. Oktober 1998 2 Wochen (insgesamt 3) \| 3 \| Lucio Battisti \| Pensieri, emozioni \| – \| \| 16. Oktober 1998 – 22. Oktober 1998 1 Woche \| 1 \| Laura Pausini \| La mia risposta \| – \| \| 23. Oktober 1998 – 29. Oktober 1998 1 Woche \| 1 \| R.E.M. \| Up \| – \| \| 30. Oktober 1998 – 19. November 1998 3 Wochen \| 3 \| U2 \| The Best of U2 1980–1990 & B-Sides \| – \| \| 20. November 1998 – 14. Januar 1999 8 Wochen \| 8 \| Zucchero \| Bluesugar \| – \| |                                        |                                        |                                             |                           |
| ← 1997 |                                        |                                        |                                             | → 1999 →                  |
| Zeitraum | Wo. ges.                               | Interpret                              | Titel                                       | Zusätzliche Informationen |
| (Zeitraum, Wochen auf Platz eins, Interpret, Titel, zusätzliche Informationen) |                                        |                                        |                                             |                           |
| 21. November 1997 – 1. Januar 1998 6 Wochen (insgesamt 8) | 8                                      | Enya                                   | Paint the Sky with Stars – The Best of Enya | –                         |
| 2. Januar 1998 – 8. Januar 1998 1 Woche | 1                                      | Aqua                                   | Aquarium                                    | –                         |
| 9. Januar 1998 – 22. Januar 1998 2 Wochen (insgesamt 8) | 8                                      | Enya                                   | Paint the Sky with Stars – The Best of Enya | –                         |
| 23. Januar 1998 – 26. Februar 1998 5 Wochen (insgesamt 7) | 7                                      | Céline Dion                            | Let’s Talk About Love                       | –                         |
| 27. Februar 1998 – 19. März 1998 3 Wochen | 3                                      | Madonna                                | Ray of Light                                | –                         |
| 20. März 1998 – 2. April 1998 2 Wochen (insgesamt 7) | 7                                      | Céline Dion                            | Let’s Talk About Love                       | –                         |
| 3. April 1998 – 23. April 1998 3 Wochen | 3                                      | Pino Daniele                           | Yes I Know My Way                           | –                         |
| 24. April 1998 – 14. Mai 1998 3 Wochen | 3                                      | Vasco Rossi                            | Canzoni per me                              | –                         |
| 15. Mai 1998 – 16. Juli 1998 9 Wochen (insgesamt 12) | 12                                     | Mina & Adriano Celentano               | Mina/Celentano                              | –                         |
| 17. Juli 1998 – 27. August 1998 6 Wochen | 6                                      | 883                                    | Gli anni                                    | –                         |
| 28. August 1998 – 17. September 1998 3 Wochen (insgesamt 12) | 12                                     | Mina & Adriano Celentano               | Mina/Celentano                              | –                         |
| 18. September 1998 – 24. September 1998 1 Woche (insgesamt 3) | 3                                      | Lucio Battisti                         | Pensieri, emozioni                          | –                         |
| 25. September 1998 – 1. Oktober 1998 1 Woche | 1                                      | Franco Battiato                        | Gommalacca                                  | –                         |
| 2. Oktober 1998 – 15. Oktober 1998 2 Wochen (insgesamt 3) | 3                                      | Lucio Battisti                         | Pensieri, emozioni                          | –                         |
| 16. Oktober 1998 – 22. Oktober 1998 1 Woche | 1                                      | Laura Pausini                          | La mia risposta                             | –                         |
| 23. Oktober 1998 – 29. Oktober 1998 1 Woche | 1                                      | R.E.M.                                 | Up                                          | –                         |
| 30. Oktober 1998 – 19. November 1998 3 Wochen | 3                                      | U2                                     | The Best of U2 1980–1990 & B-Sides          | –                         |
| 20. November 1998 – 14. Januar 1999 8 Wochen | 8                                      | Zucchero                               | Bluesugar                                   | –                         |

## Jahreshitparaden
Für die Charts der FIMI sind keine Jahreswertungen verfügbar. Die Jahreswertung der Singles bei M&D führte Ricky Martin mit La copa de la vida an, die der Alben Renato Zero mit Amore dopo amore.

## Belege
1. ↑  Enrico Varriale: Da me a te. RAI, 21. April 1998, archiviert vom Original (nicht mehr online verfügbar) am 22. November 2015; abgerufen am 14. Januar 2016 (italienisch).  Info: Der Archivlink wurde automatisch eingesetzt und noch nicht geprüft. Bitte prüfe Original- und Archivlink gemäß Anleitung und entferne dann diesen Hinweis.
2. ↑  Guido Racca: M&D Top 100 Year-End: Singoli & Album 1960-2018. Selbstverlag, 2019, ISBN 978-1-980329-12-1, S. 12, 16.

Siehe auch: Nummer-eins-Hits 1998 in  Australien, Belgien, Dänemark, Deutschland, Finnland, Frankreich, Irland, Japan, Kanada, Neuseeland, den Niederlanden, Norwegen, Österreich, Schweden, der Schweiz, Spanien, Ungarn, den Vereinigten Staaten und im Vereinigten Königreich.